# Ruta 136 (Costa Rica)
La Ruta 136, oficialmente Ruta Nacional Secundaria 136, es una ruta nacional de Costa Rica ubicada en las provincias de San José y Alajuela.

## Descripción
En la provincia de San José, la ruta atraviesa el cantón de Puriscal (los distritos de Santiago, Desamparaditos), el cantón de Mora (los distritos de Colón, Piedras Negras, Picagres).
En la provincia de Alajuela, la ruta atraviesa el cantón de Alajuela (los distritos de Turrúcares, La Garita).